# Playa de Poniente (Gijón)
La playa de Poniente es una de las tres playas urbanas con las que cuenta la ciudad de Gijón, situada en Asturias, España, las otras dos son la de San Lorenzo y la del Arbeyal mientras que el concejo de Gijón cuenta con otras seis, todas ellas en Somió. Es de carácter artificial y fue inaugurada en 1995.

## Ubicación
Se encuentra en la parte oeste de la ciudad, con el Puerto Deportivo de Gijón como límite oriental y el barrio de El Natahoyo como límite occidental, por lo que está plenamente ubicada en el casco urbano. Esta fachada marítima se conoce popularmente como "Fomento" debido a que en ella se ubicaban los muelles de la Sociedad de Fomento –hoy, Jardines de la Reina–. Se puede encontrar el moderno balneario Talasoponiente en el dique este de la playa; la chimenea de la derruida Fábrica de Vidrios de Gijón en el medio del paseo; y el Acuario de Gijón en los terrenos de los desaparecidos Astilleros del Cantábrico.
Está muy bien conectada con la ciudad, con varias líneas autobús ofrecidas por Emtusa que paran enfrente de la playa, y es muy común pasear por la zona a pie o por la ciclovía existente.

## Historia
La playa fue inaugurada el 3 de mayo de 1995. Su origen radica en un programa para el saneamiento y regeneración de los espacios urbanos del litoral oeste de la ciudad, degradados por una intensa industrialización en décadas anteriores. De hecho, en la zona existía la denominada playa de Pando, arenal eliminado por los usos portuarios de El Muelle y astilleros, la mayoría agrupados posteriormente en Naval Gijón. En la playa de Pando veraneó Isabel II y su familia en agosto de 1858. Décadas más tarde la playa fue desapareciendo en favor de un pedrero y dársenas del puerto, trasladándose los usos turísticos a la playa de San Lorenzo, que contaba con cuatro balnearios.
Finalmente, tras la conversión en 1986 del viejo puerto como Puerto Deportivo, en 1994 comienzan las obras de la playa, dragando arena de la costa de Gozón. A la inauguración acudió el ministro de Fomento Josep Borrell y el alcalde de Gijón, Vicente «Tini» Álvarez Areces, siendo la playa de Poniente una de sus mayores actuaciones como alcalde, motivo que en 2022 le daría su nombre al paseo marítimo del arenal.

## Características
Tiene una longitud de unos 500 metros y una superficie de unos 140.000 metros cuadrados en bajamar y unos 60.000 en pleamar. Es muy concurrida y de fácil acceso, con una amplia escalinata central y acceso para personas con dificultades de movilidad, y con presencia del equipo de salvamento en temporada estival.

### Instalaciones públicas
La playa de Poniente dispone de varias duchas en sus tres zonas (oeste, central, y este), además de varios "lavapiés". Forma parte de la Costa Central asturiana, no presenta ni vegetación en la playa, ni protección medioambiental.
También dispone de una pasarela, la cual solo se coloca durante el período de verano. Esta pasarela lleva desde la parte de la escalinata central (empieza en la planta inferior del edificio de salvamento) hasta un punto situado a 10 metros de la orilla del mar.

### Salvamento
En la zona central del paseo se encuentra el edificio base del equipo de salvamento, que acoge los servicios de vigilancia, salvamento y primeros auxilios de la playa, coordinados con la Central de Salvamento instalada en la escalera Nº12 de la Playa de San Lorenzo de Gijón.
La vigilancia se complementa con una torreta y un mástil ubicados en sus proximidades donde se sitúa la bandera verde, amarilla o roja según las condiciones lo aconsejen, si bien esta suele ser verde.

## Otros datos
- En junio, se celebra la festividad de la hoguera de San Juan a la que acuden más de 100 000 personas.
- En agosto se celebra el festival de escanciado de sidra, donde se trata de superar el récord establecido.
- En las fiestas patronales conocido como "La Semanona" suele haber conciertos nocturnos en un escenario situado en la propia playa.